# Mezoléptékű konvektív rendszer
A Mezoléptékű Konvektív Rendszer olyan légköri képződmény, mely több cellából álló, egységes rendszerként működő csoport. A kisebb, izolált multicellák nem tartoznak ide. Műholdkép alapján csoportosíthatjuk őket.
- Vonalba rendeződött Mezoléptékű Konvektív Rendszer (VMKR, squall line=zivatarlánc).
- Cirkuláris Mezoléptékű Konvektív Rendszer (CMKR).
- Mezoléptékű Konvektív Komplexum (MKK).

## Squall line - Zivatarlánc
Vonalba rendeződött cellák, melyeknek közös kiváltó hatása van. 
Kialakulási mechanizmus: frontvonalon, prefrontális konvergencián, korábbi konvekció kiáramlási határán, orografikus hatásra, izolált cellából kifejlődve vagy egyéb szinoptikus skálájú háttérfolyamat hatására.

## Bow echo – Ív alakú radarvisszhang
„Kampós” alakzat a radaron, a forma 2 végén nagy az esély felhőtölcsérek (tubák, tornádók) kialakulására. Előretüremkedő kidudorodás a radaron. Koncentrált, erős leáramlást jelez, gyakran heves szélviharral (downburst-tel) jár.

## Mezoléptékű Konvektív Komplexum (MKK)
A hőmérsékleti, méretbeli kritériumok legalább 6 órán keresztül fennállnak. 
Gyakran alakulnak ki éjszaka.
A kihullható vízmennyiség 40 mm.
Meredeken emelkedő Meleg Nedves Szállítószalag (MNSZ).
MCV = Mezoléptékű Konvektív Örvény: a komplexum halála után is megmaradhat, valamint fókusz pontja lehet a következő napi konvekciónak.